# 切尔滕纳姆三一堂

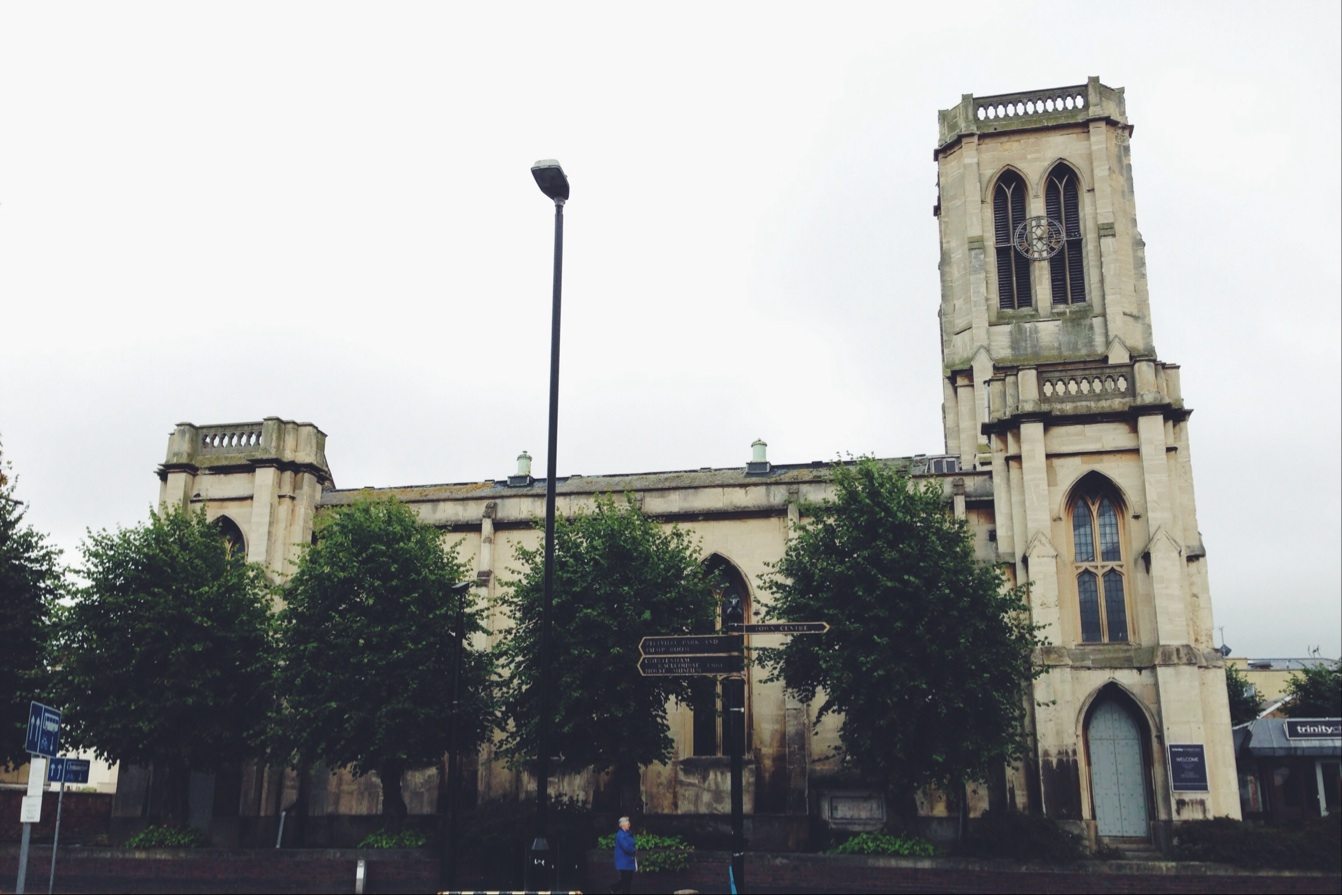

切尔滕纳姆三一堂（Trinity Cheltenham）是英格兰圣公会福音派的一座教堂，位于英格兰格洛斯特郡的切尔滕纳姆，属于圣公会格洛斯特教区。一度改名为“圣三一堂”（"Holy Trinity"）。该堂约有1000名信徒，是英国最大的堂会之一。最近有一篇文章把它称为英国第11大教堂。该堂也是新酒（New Wine）网络的主要成员。

## 位置
该堂位于切尔滕纳姆的波特兰街。在教堂后面的三一巷（Trinity Lane），有三一大楼（Trinity House）和 Trinity Fusion，办公室则设于温奇科姆府（Winchcombe House）。
三一堂雇用了一些全职或兼职的工作人员，其所有活动都由大量义工协助。

## 历史
三一堂创建于1824年。到1976年，三一堂已濒临关闭。然而，由于一位退休传教士劳伦斯·托蒂的工作，改变开始慢慢发生，关闭的威胁消除，后来在约翰·里斯登和保罗·哈里斯两位牧师的带领下，教会继续增长，并开始接触社区。1994年，马克·贝利被任命为牧师，此后，教堂进行了一次大修，更换了椅子，拆除了管风琴，装饰也发生变化，使建筑的使用更加灵活。2000年，买下教堂后面的三层建筑三一大楼，大大增加了教会活动的空间。除了每周的主日礼拜活动外，该堂信徒还参加一系列周中活动，包括啟發課程、“国王的桌子”、生命小组和儿童、青年和学生活动。现在有1 000多人定期礼拜。由于信徒持续增长，到2004年底，该堂开始每周日举行多次礼拜。2005年1月，"三一增长项目"启动，大部分员工从三一大楼搬到温奇科姆府的办公室。2008年，该堂又购买了温奇科姆街三一大楼旁边的Fusion大楼，2009年开始对主教堂建筑进行翻新，将容量提高至近650座位。
2016年，马克·贝利辞职，并接受了格洛斯特主教的两年禁职。
51°54′12″N 2°4′18″W / 51.90333°N 2.07167°W